# و اما عشق
و اما عشق نام دومین آلبوم گروه آریان است که در سال ۱۳۸۰ منتشر شد. تنظیم آهنگ‌های این آلبوم را نینف امیرخاص انجام داده است و ترانه‌ها با صدای علی پهلوان و پیام صالحی اجرا شده‌اند.

## فهرست ترانه‌ها
| ردیف | آهنگ          |
| ۱    | پرواز         |
| ۲    | پنجره         |
| ۳    | گل من         |
| ۴    | نامهربون      |
| ۵    | گل همیشه بهار |
| ۶    | بهونه         |
| ۷    | ایران         |
| ۸    | ترانه عشق     |
| ۹    | همدم غروب     |
| ۱۰   | رویای سپید    |
| ۱۱   | همراز         |
| ۱۲   | بمون تا بمونم |